# Armadillidiidae
Armadillidiidae là một họ động vật giáp xác isopoda. Các thành viên họ này có khả năng cuộn tròn thân lại hình quả cấy.
Họ này có 14 chi.

## Các chi
Họ này khác các họ mối gỗ khác ở hình dạng hai phần của râu, hình dạng của uropod và khả năng cuộn tròn thành quả cầu.
Họ này có các chi sau đây được công nhận:
- Alloschizidium
- Armadillidium
- Ballodillium
- Cristarmadillidium
- Cyphodillidium
- Echinarmadillidium
- Eleoniscus
- Eluma
- Paxodillidium
- Platanosphaera
- Schizidium
- Trichodillidium
- Troglarmadillidium
- Typhlarmadillidium

## Hình ảnh

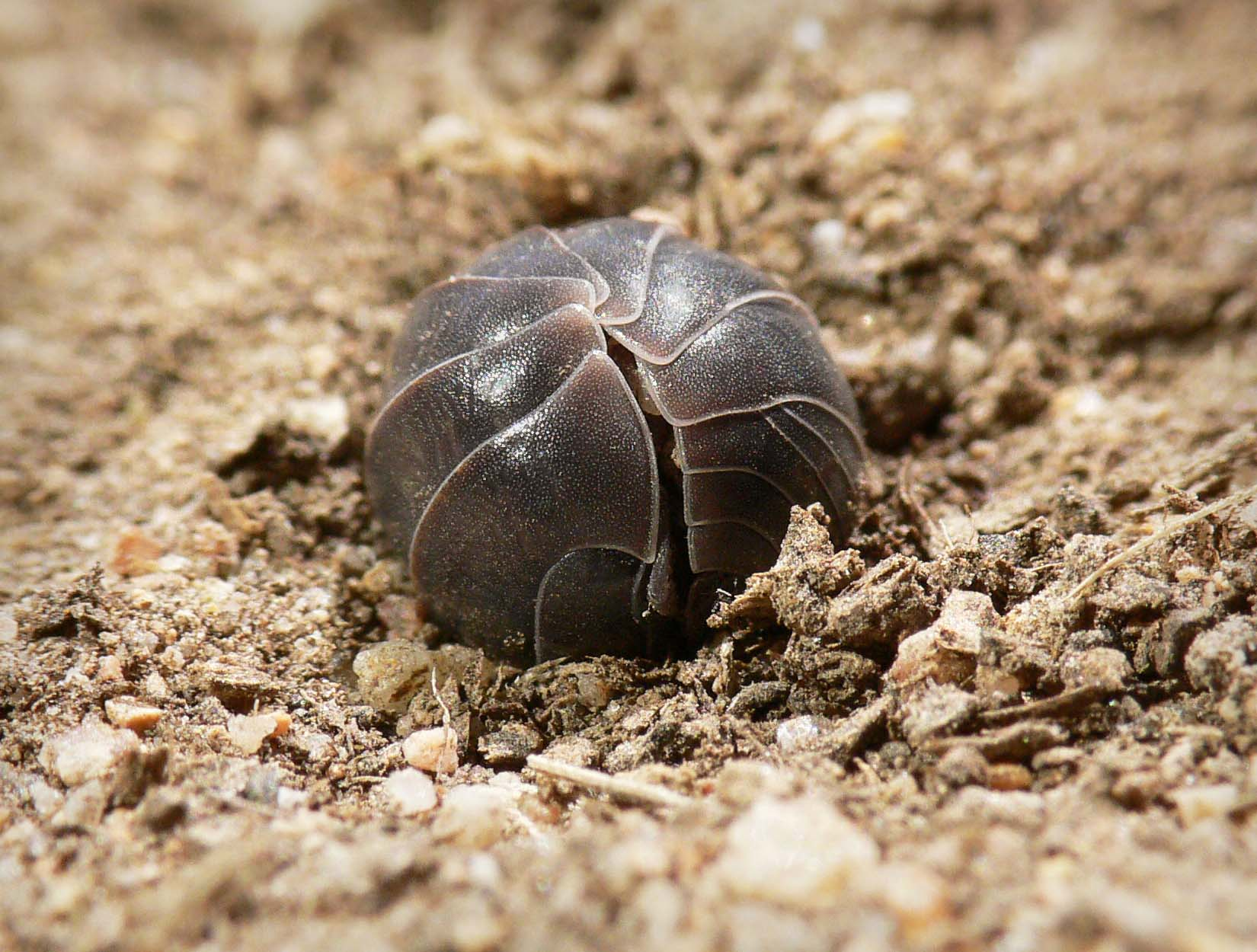
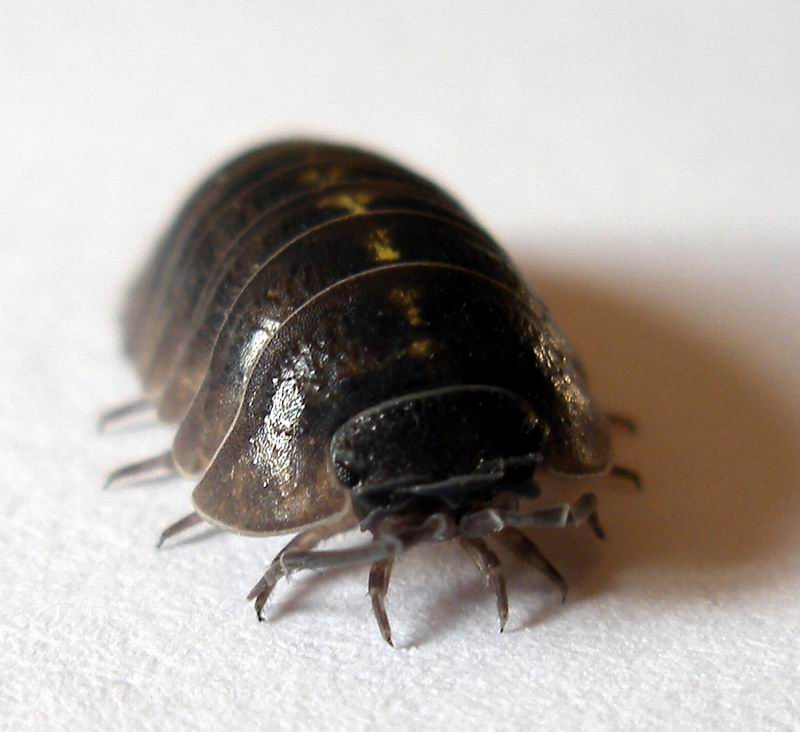
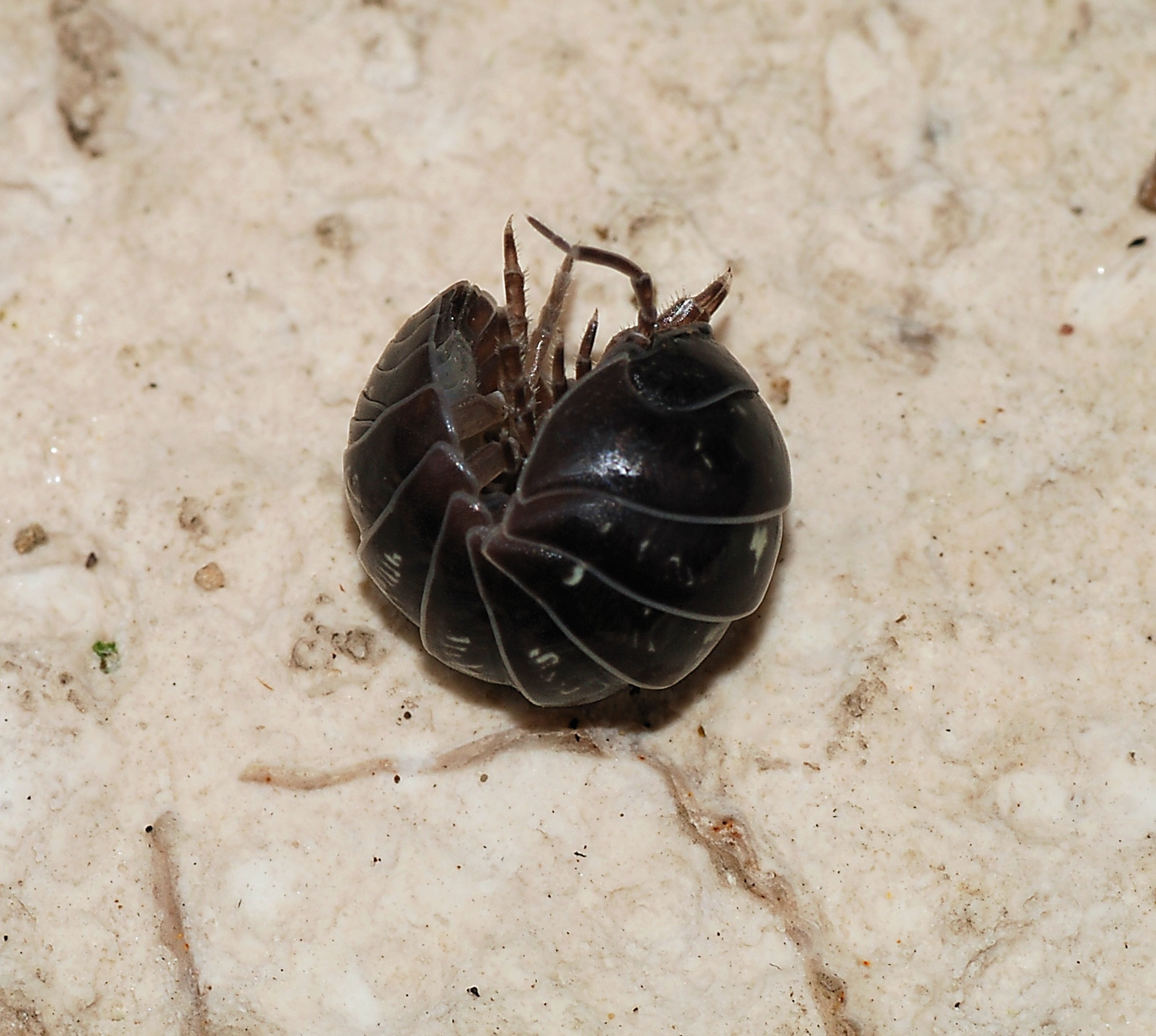